# Шахтная пусковая установка

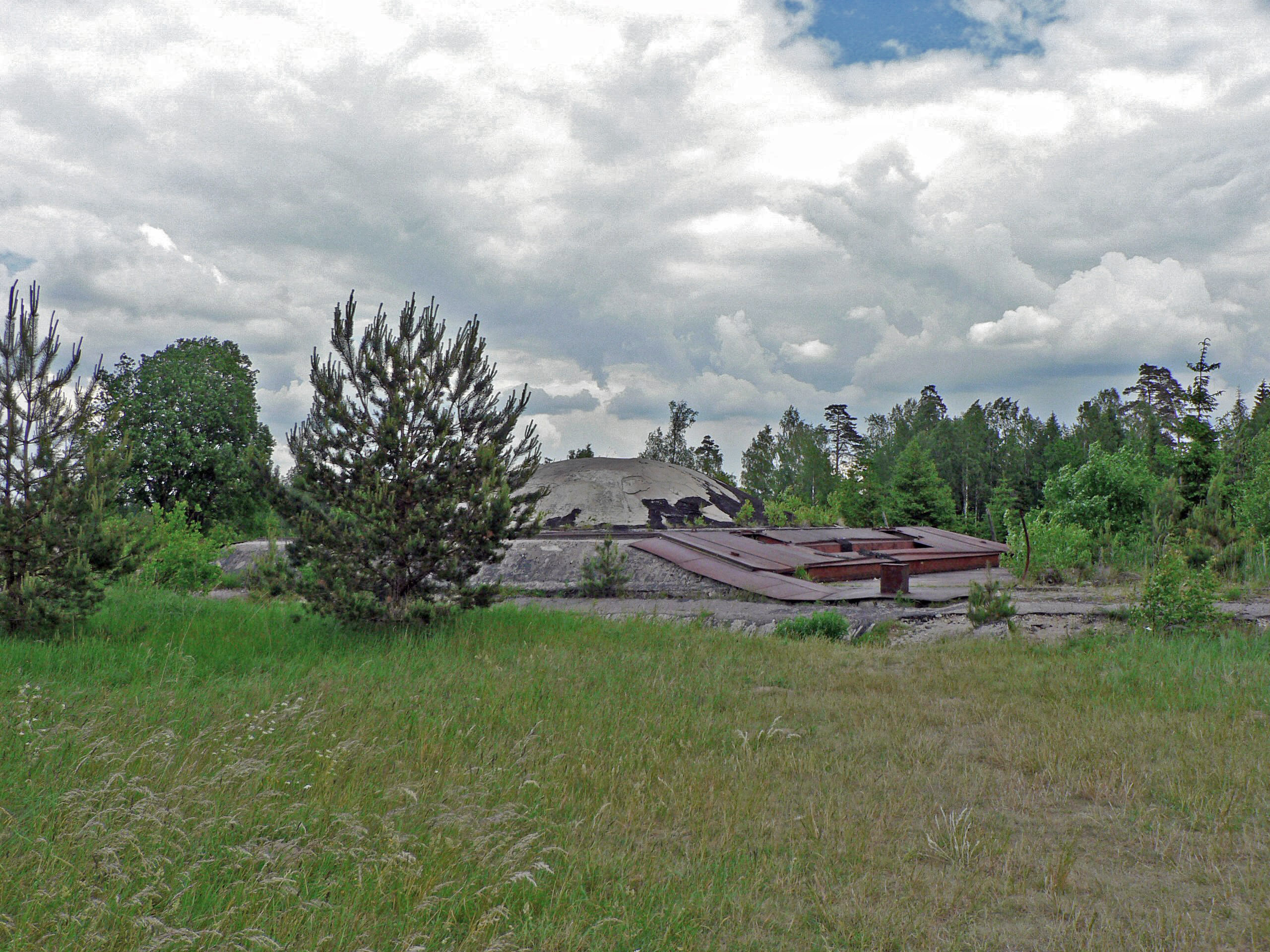
Защитное устройство шахтной пусковой установки баллистической ракеты Р-12У (8К63У)

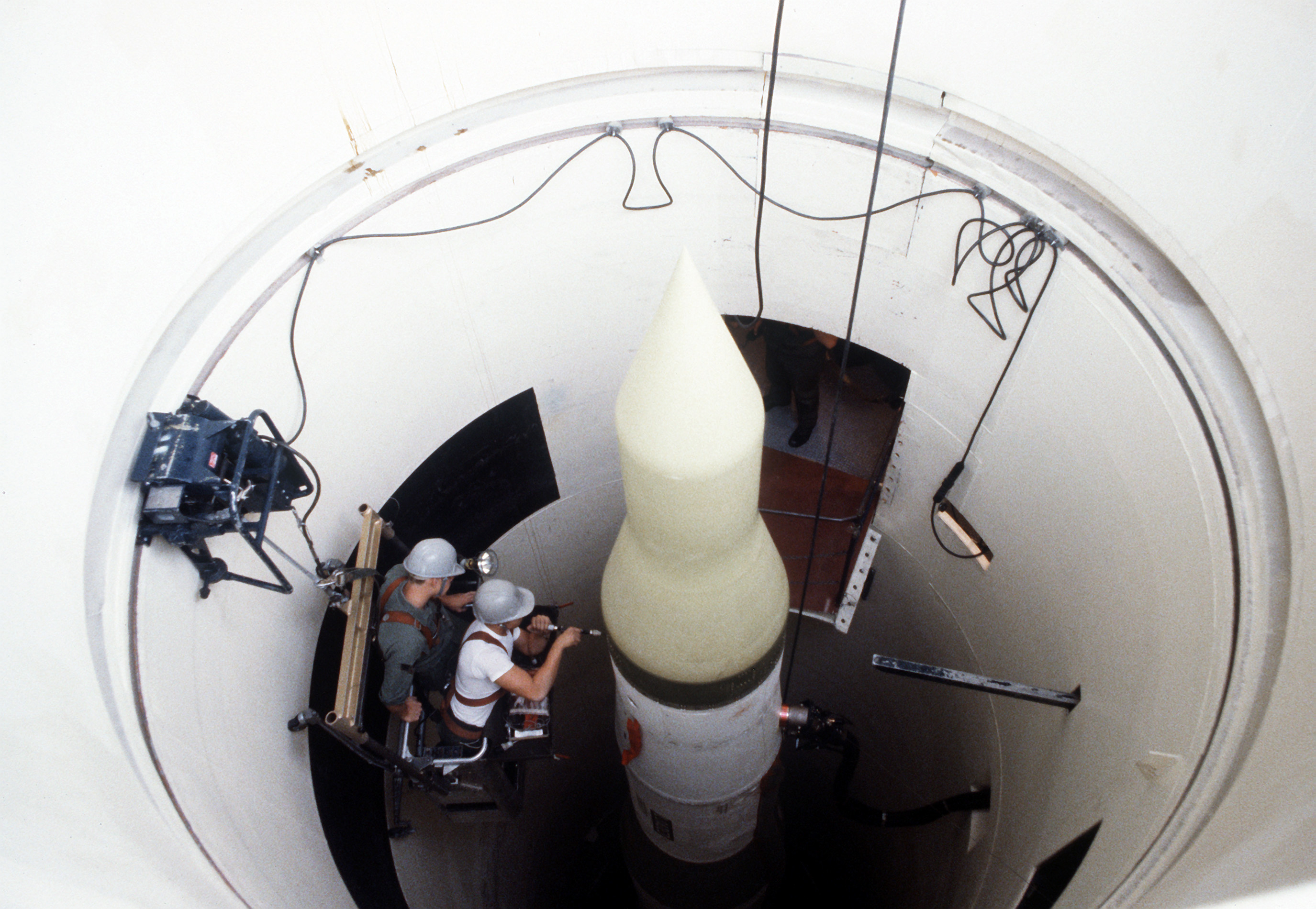
Обслуживание МБР «Минитмен-3» в шахтной ПУ

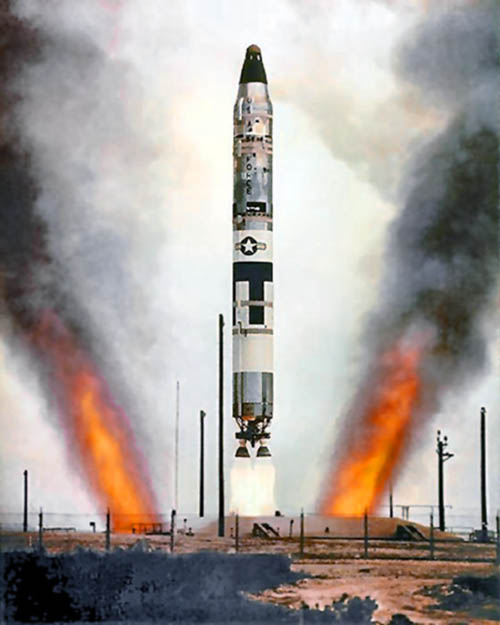
Пуск МБР «Титан II». Двигатель первой ступени ракеты запускается в ШПУ (газодинамический старт), продукты сгорания отводятся через боковые газоотводные каналы.

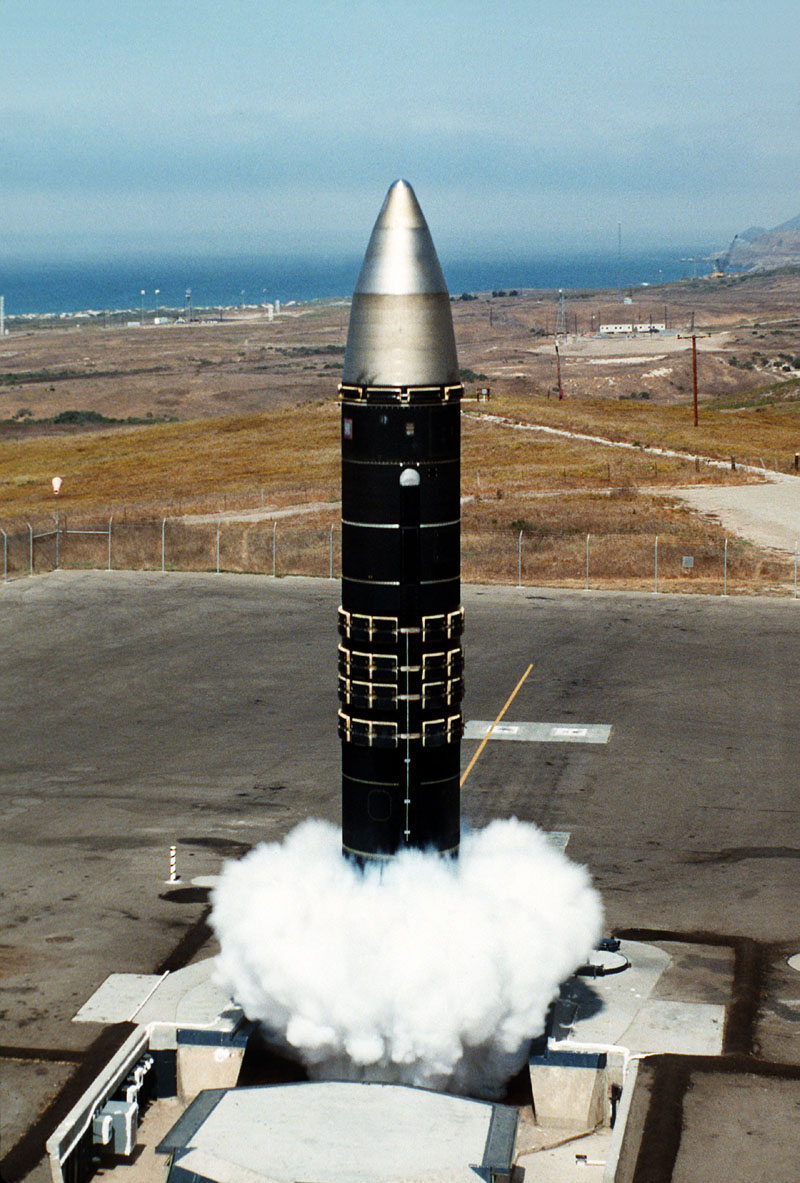
Пуск МБР LGM-118A Peacekeeper из ШПУ методом минометного старта.

Шахтная пусковая установка (ШПУ) — стационарная ракетная пусковая установка в шахтном сооружении, находящемся в грунте и предназначенная для размещения ракеты с соблюдением требований температурно-влажностного режима и поддержания её в течение длительного времени в готовности к пуску.
ШПУ применяются в основном для пуска баллистических ракет стратегического назначения. Начало применения ШПУ относится к 1960-м годам.

## Конструкция ШПУ
Шахтная ПУ представляет собой вертикальный колодец (шахту), в котором размещаются несущие конструкции, механизмы и аппаратура для запуска ракеты. Сверху ШПУ закрывается защитным устройством (ЗУ) — высокопрочной крышей, снабжённой механизмом быстрого открытия перед пуском. ЗУ может открываться на шарнире, как дверь, или сдвигаться в горизонтальной плоскости. 
В верхней части ШПУ предусматриваются помещения для наземного оборудования (так называемый оголовок).
В ранних ШПУ эти помещения были довольно просторными, что было продиктовано большими размерами ранних жидкотопливных ракет, сложностью заправочного оборудования, немалым числом обслуживающего персонала и необходимостью большого количества воздуха для дыхания этого персонала из-за возможности утечки агрессивных и ядовитых ракетных топлив. Но с переходом к более компактным ракетам на долгохранимых и неопасных твёрдых ракетных топливах, по мере увеличения потребной защищённости и роста числа шахт их размеры сократились, так как при меньших размерах толстостенная конструкция имеет бо́льшую прочность и дешевле в строительстве.
Современные ШПУ обеспечивают защиту стартового комплекса от близкого ядерного взрыва. В свою очередь, одновременно с повышением защищённости ШПУ совершенствуются средства их поражения, в основном за счёт повышения точности попадания и применения проникающих в грунт боеприпасов.

## Классификация по защите
По защищённости от факторов ядерного взрыва зарубежные специалисты различают пять классов ШПУ:
- Класс низкой защищённости: конструкция способна выдерживать давление ударной волны до 0,7 МПа или до границы светящейся области наземного взрыва в момент её наибольшего развития (ШПУ ракеты Атлас 0,7 МПа (США); ШПУ «Десна-В» для ракет Р-9, «Двина», «Чусовая» для ракет Р-12У и Р-14У, ШПУ для ракет Р-36[3], УР-100[4] 0,2 МПа (СССР));
- Средний или четвёртый класс: ударная волна 0,7—2 МПа внутри светящейся полусферы до зоны разлёта грунта из воронки (ШПУ МБР Титан-1, 2 и Минитмен-1);
- Повышенный класс защиты, при котором шахта спасёт ракету в зоне разлёта грунта при давлении ударной волны 2—5 МПа. Также район до 5 МПа является зоной отдельного воздействия ударной волны и огненной полусферы: при соответствующей 4—6 МПа температуре ударной волны 2000—2600 К происходит отрыв и уход вперёд ударного фронта от границы растущей огненной полусферы[5][6] (ШПУ БРСД S-3 (Франция) 5 МПа, модернизированные ШПУ ракет УР-100 3 МПа[7], ШПУ ракет Р-36М (СССР) 3—6 МПа[8]);
- Высокий класс: зона навала грунта из воронки толщиной до 2 м и ударной волны 5—10 МПа с одновременным действием ударного фронта и высокотемпературной огненной полусферы (ШПУ Р-36М2, Минитмен-2, 3, LGM-118 6—7 МПа, с 1971 г.);
- Сверхвысокий или первый класс: зона пластических деформаций грунта, навал земли из воронки 5—6 м и ударная волна свыше 10 МПа. Верхний предел защиты для пусковой установки, размещённой в обычном грунте 12—14 МПа, а в скальном грунте до 20—22 МПа или даже до 50 МПа, что уже достаточно близко к границам воронки, но это прочность только самой шахты, а не хрупкого оборудования и ракеты[9]. У таких установок должен быть ряд конструктивных особенностей: отсутствие оголовка; гибкая, пластичная и упругая конструкция шахты, податливая, но неразрушающаяся под действием сейсмовзрывных волн; маленький диаметр верхнего отверстия и защитной крышки для лучшего сопротивления воздушной ударной волне; заполнение крышки жидким гидратом лития для защиты оборудования от проникающей радиации, уровень которой недалеко от центра взрыва весьма велик. Строить такие шахты предполагалось в скальных материковых породах и на маленьких расстояниях друг от друга. Шахты сверхвысокого класса не строились.
- Особый класс защиты: зона прямого попадания расчётного заряда. Пусковая установка в данном случае размещается глубоко под землёй и не имеет прямого выхода на поверхность, а роль защиты пускового оборудования берёт на себя толща грунта. В первой половине 1970-х годов в США рассматривались возможности постройки пусковых установок для ракет «Вулкан» на глубине от 300 до 900 м, способных выдержать прямое попадание боеголовки мощностью от 200 кт до 1 Мт с последующим «высверливанием» пускового контейнера на поверхность в дно воронки и пуском ракеты. Из-за большого времени пробивки ствола такие пусковые системы небоеспособны в начале боевых действий и могли быть использованы только как оружие возмездия, когда ядерная война уже может закончиться. К тому же незадолго до выхода на поверхность ракета оказывается беззащитной перед повторным ударом. От этой идеи отказались также из-за чрезмерных технических сложностей и высоких затрат в пользу эксплуатации уже построенных многочисленных ШПУ «Минитмен» и «Пискипер», а также мобильных систем с ракетами «Трайдент» на подводных лодках.

## Активная защита
В 2013 году Министерство обороны России возобновило работы над комплексом активной защиты (КАЗ) под названием ОКР «Мозырь» для ШПУ, которые были приостановлены в конце 1990-х — начале 2000-х годов (в 1988—1991 гг. на боевых испытаниях комплекса на полигоне «Кура» был успешно поражён боевой блок ракеты «Воевода»). 
Комплекс, при обнаружении приближающегося к шахте боевого блока МБР, крылатой ракеты или высокоточной маневрирующей авиабомбы, выстреливает со скоростью 1,8 км/с облако из металлических стрел и шариков диаметром около 30 мм на высоту до 6 км. Один залп содержит около 40 тыс. металлических поражающих элементов.

## Список индексов советских/российских ШПУ
- 15П715 для ракет МР УР-100
- 15П716 для ракет МР УР-100 УТТХ
- 15П714 для ракет Р-36М
- 15П718 для ракет Р-36М УТТХ
- 15П718М для ракет Р-36М2
- 15П735 для ракет УР-100Н УТТХ
- 15П744 для ракет РТ-23
- 15П760 для ракет РТ-23 УТТХ
- 15П765 для ракет РТ-2ПМ2
- 15П765М для ракет РС-24

## ШПУ в кинематографе
- Фильм «Катастрофа в шахте № 7» (США, 1988) показал аварию ракеты-носителя «Титан-2», находящейся на дежурстве в шахтной пусковой установке.